# Castillo de Esponellá
El Castillo de Esponellá es un castillo situado en Esponellá, en el Pla de l'Estany.
Este castillo, que fue erigido en castillo fronterizo en 1381, debía tener su origen en una torre o fuerza de vigilancia, de la que fueron castellanos, ya durante el siglo XI, los Creixell de Borrassá, la familia alcanzó posteriormente una notable influencia en los estratos de la pequeña nobleza rural gerundense.
Que la torre no pasó de ser puesto de vigilancia y control, no alcanzando la categoría de verdadero castillo fronterizo, nos lo revela el sucesivo cambio de poseedores. A Creixell los sucedieron los Palera, durante los siglos XII y XIII. En este siglo, el rey Jaime I de Aragón permitió a Guillermo de Palera la reedificación de la fuerza. Después el castillo pasó a manos de la familia de Vilademuls bajo el señorío de Dalmau de Rocabertí, el cual traspasó los derechos del castillo a los Sort.
A finales del siglo XIV, el rey Pedro IV de Aragón, el Ceremonioso, vendió el lugar a Guillem de Colteller, facultado para la construcción de un castillo. A falta de otras noticias, se ha de creer que este castillo fue construido sobre la torre que nos ocupa. Este castillo era fronterizo en 1381, ocupando, más o menos, el territorio del actual término municipal.
Dentro del ámbito del castillo se construyó una capilla dedicada a la Virgen de la Esperanza. De esta transacción del rey con su médico Coteller, data la fundación de la baronía de Esponellá, por cuanto el monarca concedía, con las tierras, el mero y mixto imperio y la jurisdicción civil y criminal.
Aunque cambió de manos la baronía y el castillo, ya que en el siglo XV eran los señores los Corbera, más tarde los Muntanyá y finalmente los Berard.